# 3497 Іннанен
3497 Іннанен (3497 Innanen) — астероїд головного поясу, відкритий 19 квітня 1941 року.
Тіссеранів параметр щодо Юпітера — 3,329.